# ألبرتو بيتول
ألبرتو بيتول (بالإيطالية: Alberto Bettiol) (و. 1993  م) هو راكب دراجة هوائية إيطالي، شارك في سباق طواف فرنسا 2017، وطواف فرنسا 2019.

## سجل الفوز

### سباقات أو مراحل فاز بها
| التاريخ        | السباق                                                  | المركز                   |
| -------------- | ------------------------------------------------------- | ------------------------ |
| 14 يوليو 2011  | 2011 European Road Cycling Championships Men U19 ITT    | الفائز في التصنيف العام  |
| 14 أكتوبر 2014 | طواف بكين 2014                                          | العاشر في تصنيف أفضل شاب |
| 13 سبتمبر 2015 | طواف بريطانيا 2015                                      | العاشر في تصنيف النقاط   |
| 02 أكتوبر 2015 | غران بيمونتي 2015                                       | العاشر في التصنيف العام  |
| 18 يوليو 2016  | طواف بولندا 2016                                        | الثالث في التصنيف العام  |
| 28 أغسطس 2016  | جي بي واست-فرنسا 2016                                   | الثاني في التصنيف العام  |
| 09 سبتمبر 2016 | جائزة كيبيك الكبرى للدراجات 2016                        | الرابع في التصنيف العام  |
| 11 سبتمبر 2016 | جائزة مونتريال الكبرى للدراجات 2016                     | السابع في التصنيف العام  |
| 29 سبتمبر 2016 | غران بيمونتي 2016                                       | العاشر في التصنيف العام  |
| 14 مارس 2017   | تيرينو ادرياتيكو 2017                                   | الرابع في تصنيف أفضل شاب |
| 24 مارس 2017   | إي ثري هاريل بيك 2017                                   | العاشر في التصنيف العام  |
| 07 أبريل 2019  | طواف فلاندرز 2019                                       | الفائز في التصنيف العام  |
| 13 مارس 2024   | ميلانو-تورينو 2024                                      | الفائز في التصنيف العام  |
| 26 مايو 2024   | بوكليس دي لا مايين 2024                                 | الفائز في التصنيف العام  |
| 23 يونيو 2024  | 2024 Italy National Road Cycling Championships - Men RR | الفائز في التصنيف العام  |

## روابط خارجية
- ألبرتو بيتول على موقع الاتحاد الدولي للدراجات (الإنجليزية)
- ألبرتو بيتول على موقع أرشيف الدراجات (الإنجليزية)
- ألبرتو بيتول على موقع إحصائيات الدراجات الإحترافية (الإنجليزية)
- ألبرتو بيتول على موقع نسبة الدراجات (الإنجليزية)
- ألبرتو بيتول على موقع CycleBase (الإنجليزية)
- ألبرتو بيتول على موقع اللجنة الأولمبية الدولية (الإنجليزية)
- ألبرتو بيتول على موقع أوليمبيديا (الإنجليزية)
- ألبرتو بيتول على موقع اللجنة الأولمبية الإيطالية (الإيطالية)